# Embalse de Valdeinfierno (Murcia)

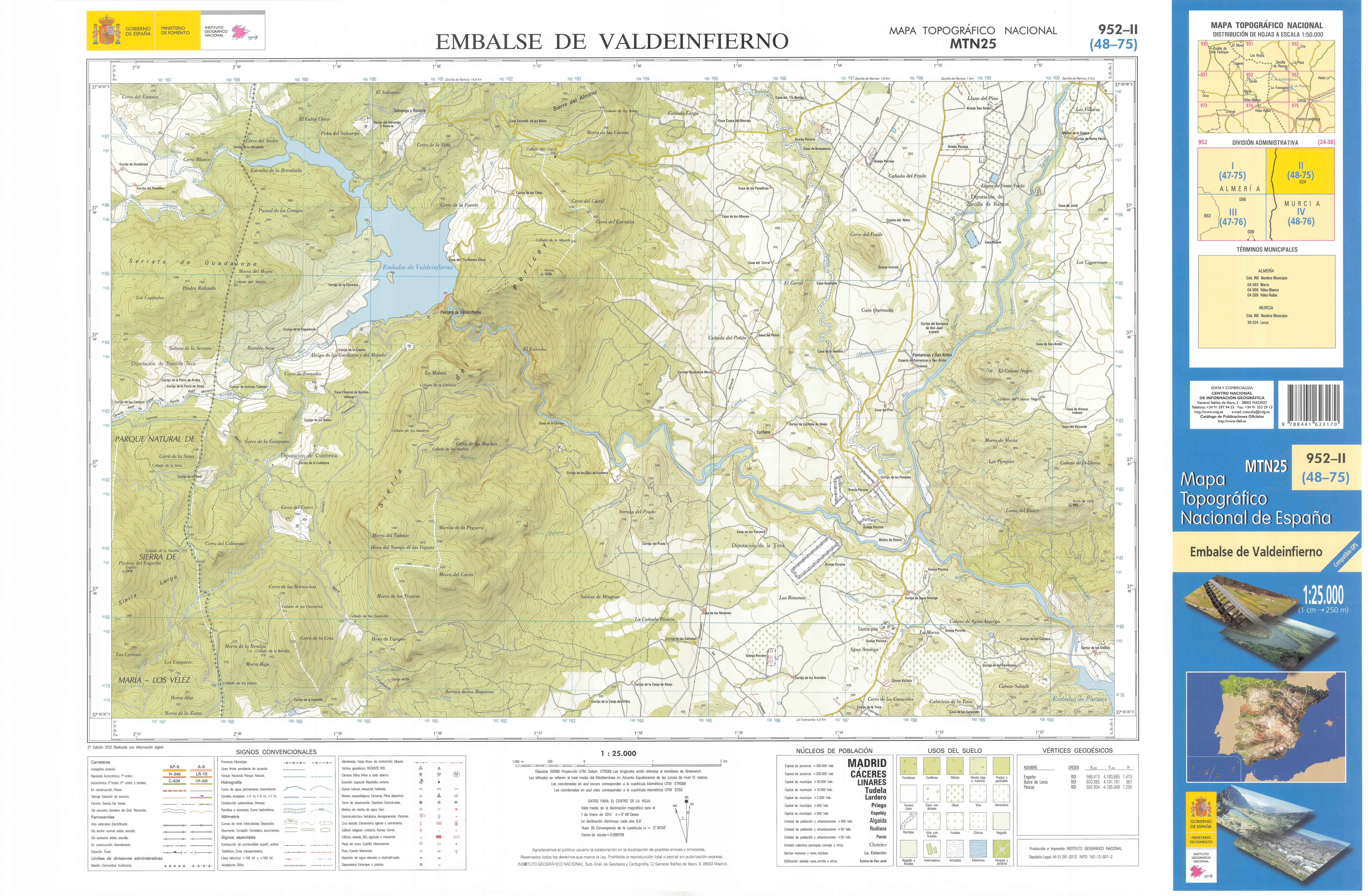
Mapa del embalse y alrededores (año 2012).

El embalse de Valdeinfierno es un embalse del río Luchena situado en el municipio de Lorca (Región de Murcia, España). Se ubica en las Pedanías altas de Lorca y fue construido en 1791 para evitar las avenidas provocadas por las lluvias torrenciales río abajo y que sirviera para el regadío de la huerta de Lorca. 
Actualmente se encuentra encenagado. El Ministerio de Medio Ambiente ha anunciado ya la retirada de lodos y la ampliación de capacidad, obras que pueden dañar a los importantes yacimientos arqueológicos existentes en la zona.